# Sankt Antoniushof
Sankt Antoniushof ist ein Ortsteil der Gemeinde Abtweiler im Landkreis Bad Kreuznach in Rheinland-Pfalz. Er wird im Volksmund häufig auch „Danteshof“ genannt. Im Mittelalter gab es hier ein kleines Dorf mit einer Kapelle sowie einem Schöffengericht, dem ein Schultheiß vorstand.
Der Antoniushof gehört zu den ältesten Niederlassungen im Nahe-Glan-Gebiet und ist vermutlich schon kurz nach der fränkischen Landnahme auf dem fruchtbaren Ackerboden einer ausgedehnten Bergheide entstanden.
Die Gründung dieser Siedlung ging nach einer Urkunde aus dem Jahr 1107 vom Kloster Disibodenberg aus. 
Unter den Legenden, die sich um den Antoniushof gebildet haben, gibt es auch eine Erzählung über den Räuberhauptmann Schinderhannes, der sich hier aufgehalten haben soll. Als die Gendarmen und die Bewohner des Dorfes ihm auflauerten, ergriff er die Flucht und verlor dabei auf dem Weg eine silberne Taschenuhr, die ein Rehborner fand. Auf dem Zifferblatt soll der Name des Schinderhannes: "Johann Bückler" eingraviert gewesen sein. 
Auch heute ist der Antoniushof noch durch seine Landwirtschaft geprägt und weist drei landwirtschaftliche Betriebe auf.